# Kevés szóval...
A Kevés szóval... egy, a Tankönyvkiadó Vállalat (1994-től a Nemzeti Tankönyvkiadó) gondozásában, 1974 és 2000 között megjelent könyvsorozat. A sorozat keretein belül a Tanuljunk nyelveket! hasonló köteteinél kisebb terjedelmű nyelvkönyvek láttak napvilágot, rendszerint ugyanattól a szerzőtől. A megközelítőleg 15-20 leckéből álló kiadványok elsősorban „gyorstalpaló” célzattal, önálló tanulók számára készültek, a Tanuljunk könnyen, gyorsan... sorozathoz hasonlóan. A sorozat részeként hiánypótló jelleggel litván nyelvkönyv is megjelent.
A könyvsorozat a Tanuljunk nyelveket! sorozat terjedelemesebb, tanfolyami célú kiadványaival ellentétben az alapfokú nyelvtudás elsajátítására vállalkozó, esetlegesen turisztikai célból idegennyelvet tanulók részére készült. A könyvek jellemzően köznapi témákat és gyakori beszédhelyzeteket (pl. vásárlás), dolgoznak fel.
| Cím                         | Szerző(k)                          | Megjelenés éve | Oldalszám | Leckék száma |
| --------------------------- | ---------------------------------- | -------------- | --------- | ------------ |
| Kevés szóval angolul        | Dr. Budai László                   | 1974           | 226–256   | 28           |
| Kevés szóval németül        | Dr. Bogdány Ferenc                 | 1976           | 192       | 15           |
| Kevés szóval oroszul        | Suara Róbert                       | 1977           | 192       | 20           |
| Kevés szóval franciául      | Darabos Zsuzsanna                  | 1978           | 216       | 24           |
| Kevés szóval hollandul      | Mollay Erzsébet, Sándor Anna       | 1980           | 242       | 16           |
| Kevés szóval portugálul     | Morvay Károly                      | 1980           | 232–278   | 24           |
| Kevés szóval szerb-horvátul | Tomics Ljubomir, Kapitánffy István | 1984           | 218       | 17           |
| Kevés szóval litvánul       | Bojtár Endre                       | 1985           | 312       | 25           |
| Kevés szóval olaszul        | Antal Lajos                        | 1986           | 242       |              |
| Kevés szóval eszperantóul   | Dr. Szerdahelyi István             | 1987           | 168       | 10           |
| Kevés szóval svédül         | Harrach Ágnes                      | 1987           | 296       | 20           |
| Kevés szóval spanyolul      | László Sándor, Hübner Katalin      | 1991           | 228       | 22           |
| Kevés szóval amerikaiul     | Dr. Budai László                   | 1993           | 281       |              |